# Comisión Internacional de Karting
La Commission Internationale de Karting (CIK o CIK-FIA) es el principal organismo sancionador internacional para las carreras de karts. Fue fundada en 1962, y tiene su sede en París, Francia. En 2000 se incorporó a la FIA. Su evento más importante es el Campeonato Mundial de Karting.
El actual presidente del CIK, el expiloto de Fórmula 1 Felipe Massa, asumió el cargo en diciembre de 2017.  Sus predecesores fueron Luigi Macaluso (octubre de 2005-octubre de 2009),  Nicolas Deschaux (octubre de 2009-octubre de 2010) y el jeque Abdulla bin Isa Al Khalifa.

## Categorías de carreras de karts CIK-FIA
- OK, el nivel más alto de karting.
- KF2, una serie de alimentadores KF1
- OKJ, una serie alimentadora de OK
- KZ1, la categoría de carreras de karting más rápida de KZ
- KZ2, la segunda categoría de carreras de karting más rápida de KZ